# Ixonanthes reticulata
Ixonanthes reticulata är en tvåhjärtbladig växtart som beskrevs av Jack(en). Ixonanthes reticulata ingår i släktet Ixonanthes och familjen Ixonanthaceae. Inga underarter finns listade i Catalogue of Life.